# 马克斯·莫洛克体育场
马克斯·莫洛克体育场（德語：Max-Morlock-Stadion），位於紐倫堡的齊柏林集會場（Zeppelinfeld）旁，在1928年開始啟用，納粹黨（NSDAP）自1933年使用球場作希特勒青年團（Hitler-Jugend）的步操場地。球場原名「城市體育場」（Städtisches Stadion），於1991年才改稱法兰克人體育場，與新建的紐倫堡保險競技場（Arena Nürnberger Versicherung）相鄰。球場在2002年因2006年世界盃而進行大改建，耗資5,620萬歐元，將西南及西北看台分別擴建，觀眾容量加到48,000名，比賽草坪降低1.30米使所有座位可以清楚觀賞比賽。法兰克人體育場在世界盃將舉行四場分組初賽及一場十六強比賽。由于赞助原因，球场曾使用根德體育場（Grundig Stadion）、轻松信贷体育场（easyCredit-Stadion）作为名称。

## 外部連結
- 球場導覽 （页面存档备份，存于）
- 法兰克人體育場資料及圖片 （页面存档备份，存于）
- BBC世界盃球場：紐倫堡 （页面存档备份，存于）